# Конопліно
Конопліно — село у складі міського поселення Клин Клинського району Московської області Російської Федерації.

## Розташування
Село Конопліно входить до складу міського поселення Клин. Найближчі населені пункти Решоткіно, Введенське.

## Населення
Станом на 2010 рік у селі проживало 25 людей